# Iglesia de Gausvik
La Iglesia de Gausvik  (en noruego: Gausvik kirke) es una iglesia parroquial de la Iglesia de Noruega en Harstad en el condado de Troms, Noruega. Se encuentra en el pueblo de Gausvik en el lado este de la isla de Hinnøya. Es una de las iglesias de la parroquia de Sandtorg , que es parte de la Trondenes prosti (decanato) en la Diócesis de Nord-Hålogaland. La iglesia de hormigón y madera fue construida en 1979 por el arquitecto Nils Toft. La iglesia tiene una capacidad para 160 personas.

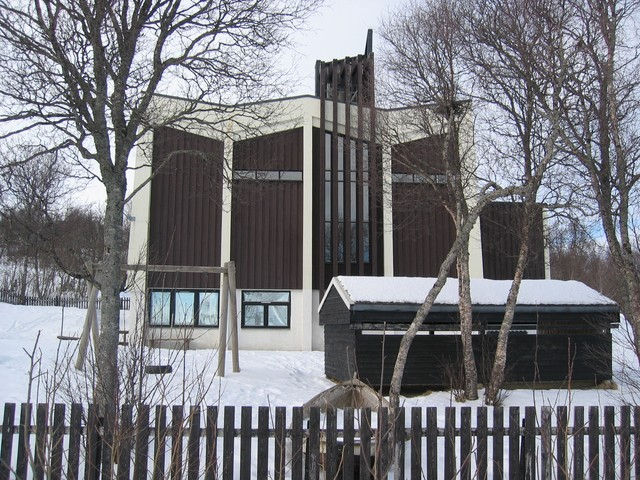
Vista de la iglesia